# Leiotulus porphyrodiscus
Leiotulus porphyrodiscus är en flockblommig växtart som först beskrevs av Otto Stapf och Richard von Wettstein, och fick sitt nu gällande namn av Pimenov och T.A.Ostroumova. Leiotulus porphyrodiscus ingår i släktet Leiotulus och familjen flockblommiga växter. Inga underarter finns listade i Catalogue of Life.